# Список программ, транслируемых на Disney XD
Это список телевизионных программ транслируемых или транслировавшихся детском кабельном телевизионном канале Disney XD в Соединённых Штатах.

## Текущие программы

### Оригинальные программы живого действия
- Зик и Лютер (15 июня 2009 — 2 апреля 2012)
- Два Короля (22 сентября 2010 — 18 февраля 2013)
- Kickin' It (13 июня 2011 — наст. время)

### Оригинальные анимационные программы
- Сорвиголова Кик Бутовски (13 февраля 2010 — наст. время)
- Пятерка за Крутость (20 июня 2011- наст. время)

### Повтор сериалов Disney Channel
- Американский дракон: Джейк Лонг (13 февраля 2009 — наст. время)
- Новая школа императора (13 февраля 2009 — наст. время)
- Рыбология (19 февраля 2011 — наст. время)
- Легенда о Тарзане (13 февраля 2009 — наст. время)
- Финес и Ферб (13 февраля 2009 — наст. время)
- Семь гномов (2014 — наст. время)
- Всё тип-топ, или Жизнь Зака и Коди (13 февраля 2009 — наст. время повтор)
- Всё тип-топ, или жизнь на борту (13 февраля 2009 — наст. время повтор)

### Повтор сериалов бывшего Jetix
- Jimmy Cool (19 февраля 2009 — 11 июль 2011; 10 декабря 2011 — наст. время, повтор)
- Кид vs. Кэт (21 февраля 2009 — 4 июня 2011; 7 июня 2011 — наст. время, повтор)
- Инь Янь Йо

### Выкупленные программы
- Фантастическая Четвёрка (13 февраля 2009 — наст. время)
- Гаргульи (13 февраля 2009 — наст. время)
- Невероятный Халк (13 февраля 2009 — наст. время)
- Железный человек (13 февраля 2009 — наст. время)
- Форт Боярд (17 октября 2011 — наст. время)
- Mr. Young (26 сентября 2011 — наст. время)
- Пакман в мире привидений (2013 — наст. время)
- Моя Няня Вампир (7 ноября 2011 — наст. время)
- Rated A for Awesome (20 июня 2011 — наст. время)
- Серебряный Сёрфер (13 февраля 2009 — наст. время)
- Человек-паук (13 февраля 2009 — наст. время)
- Человек-паук и его удивительные друзья (13 февраля 2009 — наст. время)
- Непобедимый Человек-паук (13 февраля 2009 — наст. время)
- Люди Икс (13 февраля 2009 — наст. время)
- Люди Икс: Эволюция (13 февраля 2009 — наст. время)

### Оригинальные фильмы
- Skyrunners (27 ноября 2009)

### Короткометражки
- SportsCenter High-5
- Next X
- Team Smithereen[1]
- Marvo the Wonder Chicken[2]
- RoboDz Kazagumo Hen[3][4]
- The Secret Life of Suckers[5]
- Wipeout Moments
- Winter Wipeout Moments
- Run, Alien, Run!

## Будущие программы

### Оригинальные программы живого действия
- Лабораторные крысы (2012)[6]

### Оригинальные анимационные программы
- Трон: Восстание (Лето 2012)[7]
- Моторсити (Зима 2012)[8]

### Выкупленные программы
- Ultimate Spider-Man (2012)[9]
- BoBoiBoy (Середина 2012)
- Халк и Агенты S.M.A.S.H. (2013)

## Бывшие программы

### Шоу с перерывами
- Мстители: Могучие герои Земли (20 октября 2010 — наст. время)
- Naruto: Shippuuden (28 октября 2009 — 5 ноября 2011)
- Stitch! (24 октября 2011 — 28 октября 2011)
- Storm Hawks (28 февраля 2011 — наст. время)

### Оригинальные программы живого действия
- Настоящий Арон Стоун (13 февраля 2009 — 30 июля 2010)

### Повтор сериалов Disney Channel
- Кори в доме (2009—2011)
- Зажигай со Стивенсами (2009—2010)
- Знаменитый Джетт Джексон (2009—2010)
- Фил из будущего (2009—2010)
- Recess (2009—2010; 24 октября 2011 — 27 октября 2011)
- На замену (2009—2010)